# Falla San Ramón
La Falla San Ramón (también denominada como Falla de Ramón) es una falla geológica activa del tipo inversa que se encuentra situada al oriente de Santiago, la capital de Chile, siguiendo el pie de cerro de la sierra de Ramón a la que debe su nombre.

## Toponimia
Nombrada por el Gobernador de Chile, Alonso García Ramón quien hizo los códigos de aguas[cita requerida] para la ciudad de Santiago en 1600, a partir de las aguas de la Quebrada de Ramón las que terminaban en una pileta en la intersección de las actuales Avenida 10 de Julio con Avenida Portugal (antigua Calle de la Ollería). La tratan coloquialmente de San Ramón pero jamás fue nominada oficialmente como aquello. Otro caso es el Canal de Carlos que es conocido como Canal San Carlos, producto de la tradición religiosa chilena[cita requerida].

## Ubicación
Se ubica entre los ríos Mapocho y Maipo, bordeando todo el frente cordillerano de la ciudad de Santiago, cruzando las comunas de Vitacura, Las Condes, La Reina, Peñalolén, La Florida y Puente Alto, aunque se piensa que podría prolongarse a Lo Barnechea y Pirque. Se puede identificar como un súbito escalón que se alza sobre el valle de Santiago se ubica entre la placa de Nazca y la placa Sudamericana.
Es parte de un sistema de megalineamientos que controla el borde occidental del bloque o cadena andina, extendiéndose más allá de los límites de la Región Metropolitana de Santiago. Este sistema tectónico tiene una traza de más de 100 km de largo y es uno de los varios megalineamientos estructurales regionales.

## Comportamiento geológico

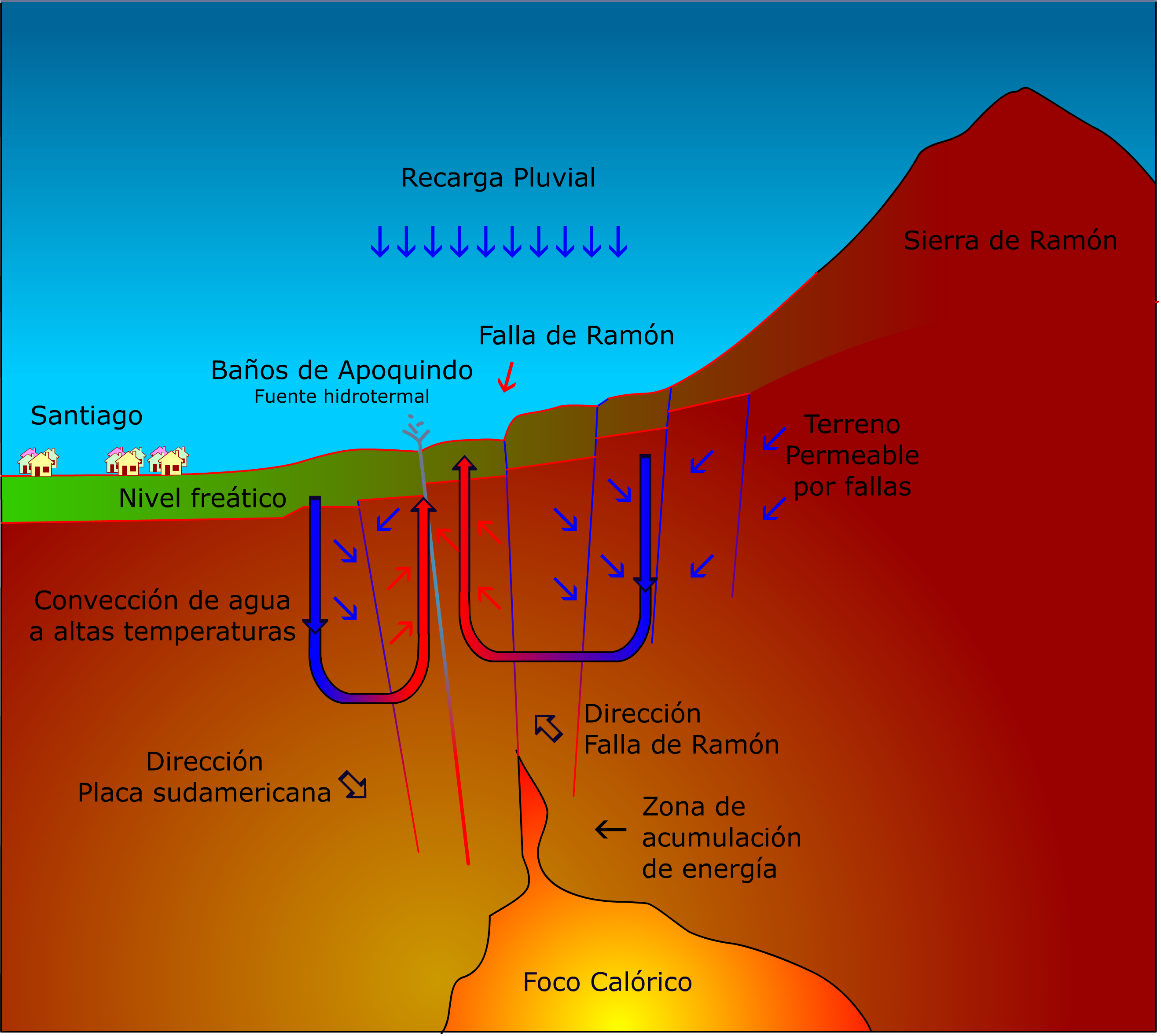
La placa Sudamericana genera una zona de acumulación de energía, cuando esta se libera levanta la sierra de Ramón. Esta misma energía genera fuentes hidrotermales, el agua de las lluvias se filtra desde el nivel freático en el terreno fracturado y permeable por las fallas verticales, baja hasta una zona de acumulación de energía donde se calienta, y luego sube producto de su alta temperatura por fisuras emanando como una fuente hidrotermal.

La falla de Ramón es una falla inversa, vale decir con deslizamiento vertical, que ha sido la responsable de la formación de la sierra de Ramón, una cordillera de 25 kilómetros de largo y una altitud máxima de 3249 m s. n. m., la cual se ha desplazado bastante en los últimos 10 millones de años. Ha tenido un crecimiento continuo y progresivo durante el periodo cuaternario reciente, lo que la convierte en una falla geológicamente activa con trazas de deformación del orden de 0,02 mm/año, que la hacen capaz de producir sismos de gran magnitud, como el terremoto del 17 de marzo de 1575, o el de mayo de 1647.
La falla representa una franja de discontinuidad en el sustrato rocoso que modifica sus características al producirse una fragmentación de la roca, generando brecha de falla, dislocamiento y fracturamiento de bloques en el entorno inmediato a ella, e incluso registrando manifestaciones hidrotermales que conducen a la alteración química de la roca.

## Manifestaciones hidrotermales
Una de las manifestaciones hidrotermales más importantes de esta falla se encuentra localizada en su extremo norte, en la zona de Apoquindo, entre el cerro Apoquindo y el cerro Los Rulos, llamado también Loma de los Baños. Durante el siglo XIX y principios del siglo XX, existieron cuatro manantiales de agua mineral que presentaban temperaturas entre los 18° y 23° Celsius. La existencia de estas vertientes llevó a la creación de un balneario termal llamado los Baños de Apoquindo en la década de 1900, en funcionamiento hasta 1945. Además, el agua mineral de estos manantiales fue embotellada hasta la década de 1950 bajo la denominación de Vital Apoquindo. Mediciones hechas en el transcurso de 139 años permiten afirmar que son aguas cloruro-calco-sódicas cuyos componentes más significativos son cloruros (700 ppm) y sodio (200 ppm); tienen una temperatura promedio constante de 22° Celsius y su pH es de 7,1.
El origen de estas fuentes se debe a la filtración de aguas percoladas en la corteza terrestre que retornan a la superficie luego de ser calentadas por un foco de calor que se encuentra a más de 20 000 metros de profundidad. En su trayectoria, el agua recolecta parte de los componentes solubles presentes en las rocas. La infiltración en la roca se debe a las fracturas verticales que presenta la corteza debido a la acción de levantamiento que tiene la falla en la sierra de Ramón.

## Probabilidad de sismo de gran magnitud en próximos 100 años y recurrencia.
Si viene cierto la ocurrencia de un terremoto no se puede predecir a ciencia cierta, existen distinto métodos que permiten a partir de observaciones basadas en técnicas de paleosismología que permiten tener una probabilidad de ocurrencia, tomando datos como eventos anteriores, "movimiento" anual de la falla y otros.
Para el caso de la Falla San Ramon podemos mencionar la ocurrencia de uno o dos grandes eventos sísmicos con ruptura en superficie después de 21.794 - 17.050 (penúltimo gran evento) años calibrados antes del presente y posiblemente hace 8400-8433 (último gran evento) años calibrados antes del presente. Estos datos son obtenidos de estudios de radiocarbono realizados a partir de muestras de sedimentos obtenidos en una trinchera.
Esto da como resultado una recurrencia de aproximadamente 10.000 años aunque otros estudios como el del año 2020 de Gonzalo Yáñez concluye entre 9.000 y 20.000 años el mismo dato. 
El Profesor Gabriel Easton comenta que hay “una probabilidad tiempo-dependiente del orden de un 3% para un evento mayor en la Falla San Ramón en los próximos 100 años y de un 13% en los próximos 500 años. Si bien esta estimación no tiene fundamento estadístico, es decir, no tenemos un conjunto de eventos discretos que nos permitan sustentar estadísticamente este cálculo, sí tiene consistencia observacional, en el sentido que es coherente con el conjunto de observaciones acumuladas hasta ahora a distintas escalas de tiempo geológico.”
Por otro lado, el profesor Prof. Jorge Inzulza titular y director del Departamento de Urbanismo de la Universidad de Chile comenta que “hay un 2,7% o un 3% de probabilidad de una activación en los próximos 100 años”
Si tomamos un 3% de probabilidad en 100 años y como año inicial el 2012 (sólo como ejemplo, dado que es el año aproximado donde se realizan estudios que acotan recurrencia con estudio de trincheras) la probabilidad anual de ocurrencia de un gran evento en la falla sería la siguiente para los próximos 30 años:
| Año  | Probabilidad acumulada de ocurrencia |
| ---- | ------------------------------------ |
| 2012 | 0.00%                                |
| 2013 | 0.03%                                |
| 2014 | 0.06%                                |
| 2015 | 0.09%                                |
| 2016 | 0.12%                                |
| 2017 | 0.15%                                |
| 2018 | 0.18%                                |
| 2019 | 0.21%                                |
| 2020 | 0.24%                                |
| 2021 | 0.27%                                |
| 2022 | 0.30%                                |
| 2023 | 0.33%                                |
| 2024 | 0.36%                                |
| 2025 | 0.39%                                |
| 2026 | 0.42%                                |
| 2027 | 0.45%                                |
| 2028 | 0.48%                                |
| 2029 | 0.51%                                |
| 2030 | 0.54%                                |
| 2031 | 0.57%                                |
| 2032 | 0.60%                                |
| 2033 | 0.63%                                |
| 2034 | 0.66%                                |
| 2035 | 0.69%                                |
| 2036 | 0.72%                                |
| 2037 | 0.75%                                |
| 2038 | 0.78%                                |
| 2039 | 0.81%                                |
| 2040 | 0.84%                                |
| 2041 | 0.87%                                |
| 2042 | 0.90%                                |

Los últimos estudios dirigidos por otros académicos, como por ejemplo el del profesor asociado de la Universidad Católica de Chile,  Gonzalo Yáñez publicado el año 2020 que difiere de lo obtenido en estudios anteriores, otorgado un periodo de recurrencia aún mayor (20.000 años) bajando con respecto a otros estudios, su probabilidad de generar un gran sismo o terremoto en 100 años.
Un estudio publicado el año 2016 como tesis de la Universidad Católica arroja en sus conclusiones. “Como primera aproximación asumiendo la baja estadística disponible actualmente, el peligro puede ser bajo. Tomando en cuenta que la probabilidad de ocurrencia en periodos de retornos utilizados por la sociedad como 100 años, no supera el 2%.”

## Urbanización
Cerca de o sobre la falla, se han construido viviendas y centros educacionales, además de una planta de gas en Peñalolén. La Comisión Chilena de Energía Nuclear posee un reactor (RECH-1) que está construido en la comuna de La Reina, muy cerca de la falla, generando preocupación entre la población. Según un estudio del Programa de Reducción de Riesgos y Desastres de la Universidad de Chile (CITRID), el 55 % de la superficie de la falla está hoy construida debido al crecimiento que ha alcanzado la capital chilena a partir de los años 1980.
Debido a que se encuentra muy segmentada y a poca profundidad, esta falla puede originar un sismo superficial muy destructivo con una magnitud de alrededor de 7.0 Richter. En ese caso, el hipocentro se encontraría a pocos metros de profundidad, al este de Peñalolén o La Florida.
En 2012, la Secretaría Regional del Ministerio de Vivienda y Urbanismo de Chile realizó un estudio que dio como resultado que la falla podría generar terremotos, por lo que está activa. Por otro lado, la prestigiosa revista científica Geology, en su edición impresa correspondiente a diciembre de 2014, incluyó un estudio del profesor del Departamento de Geología de la Universidad de Chile, Gabriel Easton y de la profesora Sofía Rebolledo, realizado en conjunto con especialistas a nivel mundial, con recientes resultados en paleosismología que confirman que la falla de Ramón está activa y en condiciones de producir terremotos de gran magnitud.